# باشگاه فوتبال دینامو مینسک
باشگاه فوتبال دینامو مینسک (بلاروسی: Дынама Мінск) یک باشگاه فوتبال حرفه‌ای می‌باشد که در مینسک، پایتخت کشور بلاروس واقع شده است.
این باشگاه در تاریخ ۱۸ ژوئن ۱۹۲۷ بنیان‌گذاری شده است.
دینامو مینسک هفت مرتبه قهرمان لیگ برتر فوتبال بلاروس و سه مرتبه قهرمان جام حذفی فوتبال بلاروس شده است.

## تاریخچه نام‌های باشگاه
- ۱۹۲۷ - تأسیس باشگاه با نام دینامو مینسک
- ۱۹۵۴ - تأسیس مجدد با نام اسپارتاک مینسک
- ۱۹۵۹ - تغییر نام به بلاروس مینسک
- ۱۹۶۲ - تغییر نام به دینامو مینسک